# Agriotes mancus
Agriotes mancus es una especie de escarabajo del género Agriotes, tribu Pomachiliini, familia Elateridae. Fue descrita científicamente por Say en 1823.
Se distribuye por Canadá y los Estados Unidos. La especie se mantiene activa durante los meses de enero, abril, mayo, junio, julio, agosto y noviembre.